# Стеллартон
Стеллартон (англ. Stellarton) — містечко в Канаді, у провінції Нова Шотландія, у складі графства Пікту.

## Населення
За даними перепису 2016 року, містечко нараховувало 4208 осіб, показавши скорочення на 6,2%, порівняно з 2011-м роком. Середня густина населення становила 468,1 осіб/км².
З офіційних мов обидвома одночасно володіли 225 жителів, тільки англійською — 3 965, а 5 — жодною з них. Усього 95 осіб вважали рідною мовою не одну з офіційних.
Працездатне населення становило 58,1% усього населення, рівень безробіття — 14,2% (17,2% серед чоловіків та 11,4% серед жінок). 91,8% осіб були найманими працівниками, а 5% — самозайнятими.
Середній дохід на особу становив $41 819 (медіана $29 963), при цьому для чоловіків — $55 832, а для жінок $29 879 (медіани — $35 904 та $25 459 відповідно).
25,2% мешканців мали закінчену шкільну освіту, не мали закінченої шкільної освіти — 23,2%, 51,7% мали післяшкільну освіту, з яких 28,9% мали диплом бакалавра, або вищий.
| Статево-вікова структура населення | Статево-вікова структура населення | Статево-вікова структура населення | Статево-вікова структура населення | Статево-вікова структура населення |
| ---------------------------------- | ---------------------------------- | ---------------------------------- | ---------------------------------- | ---------------------------------- |
|                                    |                                    |                                    |                                    |                                    |
| Всього                             | Всього                             | 46,7%53,3%                         |                                    |                                    |
| 0 — 14 років                       | 0 — 14 років                       |                                    | 18%                                | 18%                                |
| 15 — 64 років                      | 15 — 64 років                      |                                    | 62,6%                              | 62,6%                              |
| 65 і більше                        | 65 і більше                        |                                    | 19,4%                              | 19,4%                              |
| 85 і більше                        | 85 і більше                        |                                    | 1,9%                               | 1,9%                               |
| Середній вік (років)               | Середній вік (років)               | 40,543,4                           | 42,0                               | 42,0                               |
| Медіана (років)                    | Медіана (років)                    | 41,544,9                           | 43,1                               | 43,1                               |
| — чоловіки — жінки                 |                                    |                                    |                                    |                                    |

| Походження мешканців:     | Походження мешканців:     | Походження мешканців: | Походження мешканців: | Походження мешканців: |
| ------------------------- | ------------------------- | --------------------- | --------------------- | --------------------- |
| Походження                |                           |                       | осіб                  | %                     |
| Корінні американці        | Корінні американці        |                       | 235                   | 5.61%                 |
| Інше північноамериканське | Інше північноамериканське |                       | 1 940                 | 46.3%                 |
| Європейське               | Європейське               |                       | 3 020                 | 72.08%                |
| британське                | британське                |                       | 2 725                 | 65.04%                |
| французьке                | французьке                |                       | 790                   | 18.85%                |
| українське                | українське                |                       | 15                    | 0.36%                 |
| Латинськоамериканське     | Латинськоамериканське     |                       | 15                    | 0.36%                 |
| Африканське               | Африканське               |                       | 10                    | 0.24%                 |
| Азійське                  | Азійське                  |                       | 120                   | 2.86%                 |

| Зайнятість населення за галузями (за класифікацією NOC): | Зайнятість населення за галузями (за класифікацією NOC): | Зайнятість населення за галузями (за класифікацією NOC): | Зайнятість населення за галузями (за класифікацією NOC): | Зайнятість населення за галузями (за класифікацією NOC): |
| -------------------------------------------------------- | -------------------------------------------------------- | -------------------------------------------------------- | -------------------------------------------------------- | -------------------------------------------------------- |
|                                                          |                                                          |                                                          |                                                          |                                                          |
| Управління                                               | Управління                                               |                                                          | 9%                                                       | 9%                                                       |
| Бізнес, фінанси та адміністрування                       | Бізнес, фінанси та адміністрування                       |                                                          | 13,9%                                                    | 13,9%                                                    |
| Природничі та прикладні науки                            | Природничі та прикладні науки                            |                                                          | 3,6%                                                     | 3,6%                                                     |
| Охорона здоров'я                                         | Охорона здоров'я                                         |                                                          | 6,4%                                                     | 6,4%                                                     |
| Освіта, правозахист, муніципальні та урядові служби      | Освіта, правозахист, муніципальні та урядові служби      |                                                          | 11,6%                                                    | 11,6%                                                    |
| Мистецтво, культура, відпочинок та спорт                 | Мистецтво, культура, відпочинок та спорт                 |                                                          | 1,8%                                                     | 1,8%                                                     |
| Роздрібна торгівля та послуги                            | Роздрібна торгівля та послуги                            |                                                          | 31,1%                                                    | 31,1%                                                    |
| Гуртова торгівля, транспорт та обладнання                | Гуртова торгівля, транспорт та обладнання                |                                                          | 16,5%                                                    | 16,5%                                                    |
| Природні ресурси, сільське господарство                  | Природні ресурси, сільське господарство                  |                                                          | 1,8%                                                     | 1,8%                                                     |
| Виробництво                                              | Виробництво                                              |                                                          | 4,4%                                                     | 4,4%                                                     |

## Клімат
Середня річна температура становить 6,3°C, середня максимальна – 22,2°C, а середня мінімальна – -12°C. Середня річна кількість опадів – 1 290 мм.
| Клімат поселення                              | Клімат поселення | Клімат поселення | Клімат поселення | Клімат поселення | Клімат поселення | Клімат поселення | Клімат поселення | Клімат поселення | Клімат поселення | Клімат поселення | Клімат поселення | Клімат поселення | Клімат поселення |
| Показник                                      | Січ.             | Лют.             | Бер.             | Квіт.            | Трав.            | Черв.            | Лип.             | Серп.            | Вер.             | Жовт.            | Лист.            | Груд.            |                  |
| Середній максимум, °C                         | −0,82            | −0,95            | 3,29             | 9,20             | 15,07            | 20,23            | 22,18            | 22,18            | 18,22            | 12,63            | 7,45             | 1,30             |                  |
| Середня температура, °C                       | −6,34            | −6,45            | −2,23            | 3,69             | 9,56             | 14,73            | 18,53            | 18,54            | 14,58            | 9,00             | 3,80             | −2,33            |                  |
| Середній мінімум, °C                          | −11,84           | −11,95           | −7,73            | −1,81            | 4,06             | 9,22             | 14,87            | 14,89            | 10,93            | 5,35             | 0,16             | −5,98            |                  |
| Норма опадів, мм                              | 113              | 96               | 108              | 97               | 90               | 93               | 86               | 89               | 118              | 132              | 139              | 129              |                  |
| Середньомісячна швидкість вітру, м/с          | 5.96             | 5.63             | 5.54             | 5.21             | 4.83             | 4.44             | 4.16             | 4.11             | 4.66             | 5.42             | 5.92             | 6.36             |                  |
| Середньомісячна сонячна радіація, кДж/м²·день | 4789             | 8057             | 11818            | 14923            | 18076            | 20278            | 20031            | 17685            | 13341            | 8396             | 4828             | 3593             |                  |
| --------------------------------------------- | ---------------- | ---------------- | ---------------- | ---------------- | ---------------- | ---------------- | ---------------- | ---------------- | ---------------- | ---------------- | ---------------- | ---------------- | ---------------- |
| Джерело:                                      |                  |                  |                  |                  |                  |                  |                  |                  |                  |                  |                  |                  |                  |